# Noragami
Noragami (ノラガミ, Noragami) é uma série de mangá escrita pela dupla Adachitoka que começou a ser serializada na Monthly Shōnen Magazine da editora Kodansha em janeiro de 2011. Já foi publicada em 27 (vinte e sete) tankōbon até fevereiro de 2024. Uma adaptação da série para anime produzida pela Bones foi ao ar no Japão entre 5 de janeiro e 23 de março de 2014. Uma segunda temporada, intitulada Noragami Aragoto, estreou em 2 de outubro de 2015, e teve 13 episódios.

## Enredo
Yato é um deus menor, cujo sonho é ter um santuário e muitos seguidores para adorá-lo. Entretanto, ele é um deus quase desconhecido, e sua única parceira que o ajudava a realizar os desejos dos humanos decide deixá-lo e passa a ajudar outro deus. Enquanto ele tentava realizar um desejo sozinho, Iki Hiyori, uma comum estudante, salva-o de ser atropelado, mas sofre o acidente no lugar dele. Isso faz com que a garota passe a ter um certo problema e fica presa a Yato até que seu problema seja resolvido. Junto com Hiyori e seu novo parceiro, o deus Yato tentará ganhar fama para ser um deus reconhecido.

## Mídia

### Mangá
Noragami começou como uma série de mangá, escrita por Adachitoka e publicada pela Kodansha. A série estreou na edição de janeiro de 2011 da Monthly Shōnen Magazine , lançada em 6 de dezembro de 2010, e já foi compilada em 27 volumes tankōbon entre 15 de julho de 2011 e 16 de fevereiro de 2024. O nono volume foi lançado simultaneamente com uma edição limitada que acompanhava um CD. Os volumes 10 e 11 foram lançados simultaneamente com edições limitadas, ambas contendo um episódio do anime em DVD. Capítulos extras da série foram publicados em spin-off na Monthly Shōnen Magazine + desde 2011 e até novembro de 2013 eles foram compilados em um volume intitulado  Noragami Shūishū (ノラガミ拾遺集). Tanto a série principal quanto a série spin-off foram licenciadas na América do Norte pela Kodansha Comics USA, com os títulos Noragami: Stray God e Noragami: Stray Stories respectivamente. O primeiro volume de Noragami: Stray God foi lançado em 2 de setembro de 2014, com seis volumes lançados até 18 de agosto de 2015. O primeiro volume de Noragami: Stray Stories será lançado em dezembro de 2015.
No Brasil, o mangá é licenciado pela editora Panini e teve seu lançamento em julho de 2016. Atualmente, possui vinte e quatro volumes.

### Anime
A adaptação de Noragami para série de televisão é produzida pelo estúdio Bones, dirigido por Kotaro Tamura com textos de Deko Akao e design de personagens por Toshihiro Kawamoto. Antes da estreia na televisão, o primeiro episódio da série foi ao ar no Anime Festival Asia em 10 de novembro de 2013. O anime começou a ser transmitido no Japão em 5 de janeiro de 2014 no canal Tokyo MX e mais tarde na MBS, BS11 e TVA. Funimation licenciou o anime para a transmissão na America do Norte. Madman Entertainment licenciou o anime para distribuição na Austrália e Nova Zelândia. Seu episódio final, o décimo segundo, foi ao ar na Tokyo MX em 23 de março de 2014. Além da série de televisão, outros dois episódios foram lançados em DVD junto com os volumes 10 e 11 do mangá, publicados em 17 de fevereiro e 17 de julho de 2014. A segunda temporada do anime, Noragami Aragoto, começou a ser transmitida em 2 de outubro de 2015 e finalizou em 25 de dezembro de 2015 com um total de 13 episódios e 2 OVAs.
|                  | Tema de Abertura                                                                          | Tema de Encerramento                                                                   |
| Noragami         | 午夜の待ち合わせ "Goya no Machiawase" Intérprete: Hello Sleepwalkers Composição: Shuntarō | "Heart Realize" (ハートリアライズ Hāto Riaraizu) Intérprete: Tia Composição: Supercell |
| Noragami Aragoto | 狂乱Hey Kids!! (Kyōran Hey Kids!!) Intérprete: The Oral Cigarettes                        | "Nirvana" (ニルバナ Nirubana) Intérprete: Tia                                          |

### Jogo
Um mobile game intitulado Noragami ~Kami to Enishi~ (lit. Noragami ~Gods and Fate~) foi lançado pela desenvolvedora Sakura Soft no outono de 2015.

## Recepção
Noragami foi a 14ª série de mangá mais vendida no Japão durante o primeiro semestre de 2014.

## Personagens
Personagens principais
Yato (夜ト)
Voz: Hiroshi Kamiya (japonês), Jason Liebrecht (inglês)
Yato é um deus da guerra (mais tarde descobre-se que ele é, na verdade, um deus da calamidade) que sonha em construir seu próprio templo. No passado ele era conhecido como um deus da calamidade (禍津神, magatsugami). Ele usa um agasalho e um cachecol branco, e refere-se a si próprio como "Deus Yato" (Yatogami). Quando a sua regalia (神器, shinki), Tomone, o deixa, ele fica desarmado até conhecer Hiyori e Yukine. Ele chama a si próprio de "deus das entregas" (デリバリーゴッド, deribarī goddo) e frequentemente escreve seu número de telefone em locais públicos, em caso de alguém precisar da sua ajuda. Comumente, Yato cobra 5 ienes - que é o valor que os japoneses geralmente doam quando oram em um templo - e se dispõe a fazer qualquer coisa por esse valor, embora muitas vezes ele gasta o dinheiro com coisas que supostamente o deixam satisfeito. Ele também é bom com artes e esportes. Como ele "deixou" de ser o Deus da Calamidade, devido a sua desaprovação à violência, ele é frequentemente esquecido pelos humanos. Por esta razão, Yato tem muito medo de cair no esquecimento, e é por isso que ele estima tanto a existência de Hiyori Iki. Desde que aceitou o trabalho de Hiyori de fazê-la voltar ao normal, ela torna-se cada vez mais envolvida nas atividades dele e de Yukine, inclusive salvando-os das ações ruins de Yukine que acabaram por manchar Yato. Com o passar do tempo, Yato torna-se mais preocupado com Hiyori e com seu bem-estar, mas preocupa-se também em ser esquecido por ela, tanto que acaba por persegui-la constantemente e sente ciúmes das interações da garota com as outras pessoas. Apesar de esquecê-lo ser a melhor chance de fazê-la voltar ao normal, Hiyori recusa-se a cortar seus laços com Yato, prometendo que nunca vai esquecer o deus e até mesmo constroi um pequeno templo para ele. Yato promete a si próprio que ele se tornará alguém que fará Hiyori muito feliz.
Hiyori Iki (壱岐 ひより, Iki Hiyori)
Voz: Maaya Uchida (japonês), Bryn Apprill (inglês)
Hiyori é uma estudante comum do nono ano e do ensino médio a partir do capítulo 25 do mangá. Após salvar Yato de um atropelamento, ela desenvolve o problema de involuntariamente dormir após sua alma "escapar" do seu corpo e, de algum modo, ficar presa entre o mundo dos humano e o pós-vida. Hiyori torna-se mais envolvida com as atividades de Yato e com os eventos da "Margem Distante". Durante este período, ela desenvolve uma forte relação com Yato, sendo capaz de reconhecê-lo pelo cheiro e se sentindo envergonhada com o tanto que ela gosta disso. Apesar de ser a melhor chance de fazê-la voltar ao normal, Hiyori se recusa a cortar seus laços com Yato, pois ela quer passar mais tempo com ele. Ela promete que nunca se esquecerá de Yato e constroi para ele um pequeno templo. Mesmo quando ela gradualmente esquece a existência de Yato, por causa da ausência prolongada dele e da sua vida escolar, ela continua a se sentir vazia, como se faltasse alguém com quem ela gostaria de passar o tempo. Apesar de maravilhada com o fato de lembrar-se de Yato novamente, ela se sente culpada por tê-lo esquecido, mesmo que um pouco. No anime, ela perde as memórias de Yato e Yukine após ser atacada por Nora e seus ayakashi às vésperas do ano novo. Mais tarde-, ela consegue recuperar as memórias ao reconhecer o cheiro de Yato.
Yukine (雪音)
Voz: Yūki Kaji (japonês), Micah Solusod (inglês)
É a atual Regalia (Shinki em japonês) de Yato. Seu nome como Regalia é "Sekki" (雪器), cujo formato é o de uma katana. Yukine morreu jovem, fazendo-o perder sua vida normal de estudante. Ele age conforme a sua idade, e costumava roubar dinheiro das pessoas sob o pretexto de que não fazia mal, já que ele está morto. Toda vez que ele roubava ou pecava de algum outro modo, Yato sofria danos. Mesmo Yato sendo o seu mestre, Yukine não mostrava de fato respeito por ele. Após ser salvo por Hiyori, ele se torna mais obediente a ela e a Yato. Assim como Yato, Yukine estima a existência de Hiyori, e teme que um dia, quando ela for adulta, acabe esquecendo os dois. Após salvar Yato de ser morto por Bishamon, Yukine se torna uma Regalia Abençoada, e ganha a forma de duas katanas.

### Deuses
Os deuses em Noragami são os deuses da crença popular japonesa, que são categorizados em diversos aspectos, como guerra e pobreza. Eles são entidades que realizam desejos humanos, geralmente após receberem uma oração e uma oferenda em dinheiro. A existência dos deuses depende da fé dos humanos neles. Deuses com templos não morrem de fato quando são mortos. eles simplesmente renascem, tomando a mesma aparência anterior, mas geralmente tendo a aparência de uma criança primeiro.
Tenjin (天神, Tenjin)
Voz: Tōru Ōkawa (japonês), Sean Hennigan (inglês)
O deus dos acadêmicos. Tem várias Shinki  e tem seu próprio templo, o suficiente para Yato invejá-lo. Ele às vezes assume a forma humana para intervir se Yato fica fora de controle nas suas brincadeiras.
Kofuku (小福, Kofuku)
Voz: Aki Toyosaki (japonês), Alexis Tipton[1] (inglês)
É a deusa da pobreza (貧乏神, binbōgami), identificando-se como Ebisu. É energética e gentil, mas pode ser muito forte e enfrenta até mesmo Bishamon se necessário.
Bishamonten (毘沙門天, Bishamonten)
Voz: Miyuki Sawashiro (japonês), Elizabeth Maxwell[1] (inglês)
Bishamonten, cujo nome às vezes é abreviado para Bishamon, também apelidada Veena, é a deusa do combate, assumindo a forma de uma mulher com um longo cabelo loiro. Ela tem muitos shinki devido a sua inabilidade de abandonar espíritos que foram atacados por fantasmas (ayakashi), e forma um grande grupo ao londo do tempo, o que a causa problemas, visto que ela não não consegue tratar a todos propriamente. Ela tem um ódio muito grande por Yato, pois ele matou todos os Shinki dela no passado. Mais tarde, no mangá, é revelado que Yato fez isso a pedido de Kazuma, para que a vida da deusa pudesse ser salva. Uma discussão que picou Bishamon resultou numa luta enorme entre todos os outros Shinki da deusa, fazendo-os transformarem-se em um enorme fantasma. Ela para de caçar Yato após descobrir a verdade. Apesar disso, eles ainda mantêm uma relação tempestuosa.
Rabō (蠃蚌, Rabō)
Voz: Takahiro Sakurai (japonês), Mike McFarland[1] (inglês)
Rabō é um personagem enigmático que aparece somente no anime, apesar de também aparecer no mangá especial Awase Kagami. ele é frequentemente visto conversando com Nora e ficou conhecido por controlar fantasmas. Ele também é conhecido como deus da calamidade, assim como Yato, tendo trabalhado com ele no passado. Para ele, ver o deus o qual Yato se tornou o faz querer trazer o antigo Yato de volta. Após perecer pelas mãos de Yato, é sugerido que ele simplesmente queria que seu velho companheiro o matasse. É conhecido por matar humanos, Shinki, outros deuses e fantasmas, não se importando com qual trabalho recebe, desde que desejem que ele o faça.
Ebisu (恵比寿, Ebisu)
Voz: Ryōtarō Okiayu
Um dos Sete Deuses da Sorte, que se oferece a comprar Yukine de Yato após ele se transformar num Receptáculo Abençoado, ou ao menos usá-lo como um Nora. Veste-se como um homem de negócios, mas é rude com as palavras. Diferente da maioria dos deuses, ele não vê problema em usar um Nora. Por ter sido abandonado por sua mãe Izanami, ele vê a si próprio como um rejeitado, e por isso simpatiza com Noras. Ele planeja usar fantasmas como Shinki, e suas falhas contantes nessa causa acabam fazendo-o reencarnar com frequência.
Ōkuninushi (大国主, Ōkuninushi)
Voz: Shunsuke Sakuya
Outro dos Sete Deuses da Sorte, que também atende pelo nome "Daikokuten" (大黒天). É um amigo próximo de Bishamon e Ebisu. Aparece como um homem grande e grosseiro, com um cabelo loiro e usando óculos de sol combinados com vestes tradicionais japonesas. Apesar da sua aparência, contudo, ele é muito amigável e adora coelhos. Ele é capaz de transformar-se numa monstruosa aranha, e é dito que é perigoso mesmo sem um Shinki, tanto que já foi selado uma vez.

### Outros
Tsuyu (梅雨)
Voz: Saori Hayami (japonês), Jamie Marchi (inglês)
Tsuyu é o espírito de uma ameixeira que vive com Tenjin há mais de mil anos. Ela não é uma Shinki, mas fica com Tenjin por causa de um amor duradouro. Por ela ela ser um espírito de uma árvore, ela é capaz de comunicar-se com outras árvores.
Mutsumi (睦美)
Voz: Mikako Komatsu
Uma estudante que sofria bullying dos seus colegas de classe. Ela aparece somente no primeiro capítulo do mangá e por um breve momento no primeiro episódio do anime.
Nora (野良, Nora)
Voz: Rie Kugimiya (japonês), Lauren Landa (inglês)
Uma das principais antagonistas da série. Ela era a antiga Shinki de Yato. "Nora", que significa "perdido", "disperso", é como os deuses chamam uma Shinki que tem vários mestres e, com isto, vários nomes. Por causa disso, Noras tem reputações ruins e são alvo de preconceito dos deuses, mas, apesar disso, são usadas pelos deuses em trabalhos onde eles não querem usar suas próprias Shinki. Nora foi nomeada por Yato como Hiiro (緋), sendo "Hiki" (緋器) seu nome de Shinki, e ela continua a se oferecer para que ele a use, apesar de ele sempre resistir. Ela causa uma série de problemas, indo longe o bastante para destruir a fé de Yukine em si próprio. No anime, ela primeiro tenta matar Hiyori usando fantasmas (ayakashi) e, ao falhar, apaga as memórias que a garota tem de Yukine e Yato. Note-se que, se tivesse sido convocada na cerimônia de ablução, ela teria matado Yukine. No mangá é revelado que ela tem sido Shinki de Yato desde que ele era uma criança, além de ser sua amiga de infância.